# Dieppe
För andra betydelser, se Dieppe (olika betydelser).

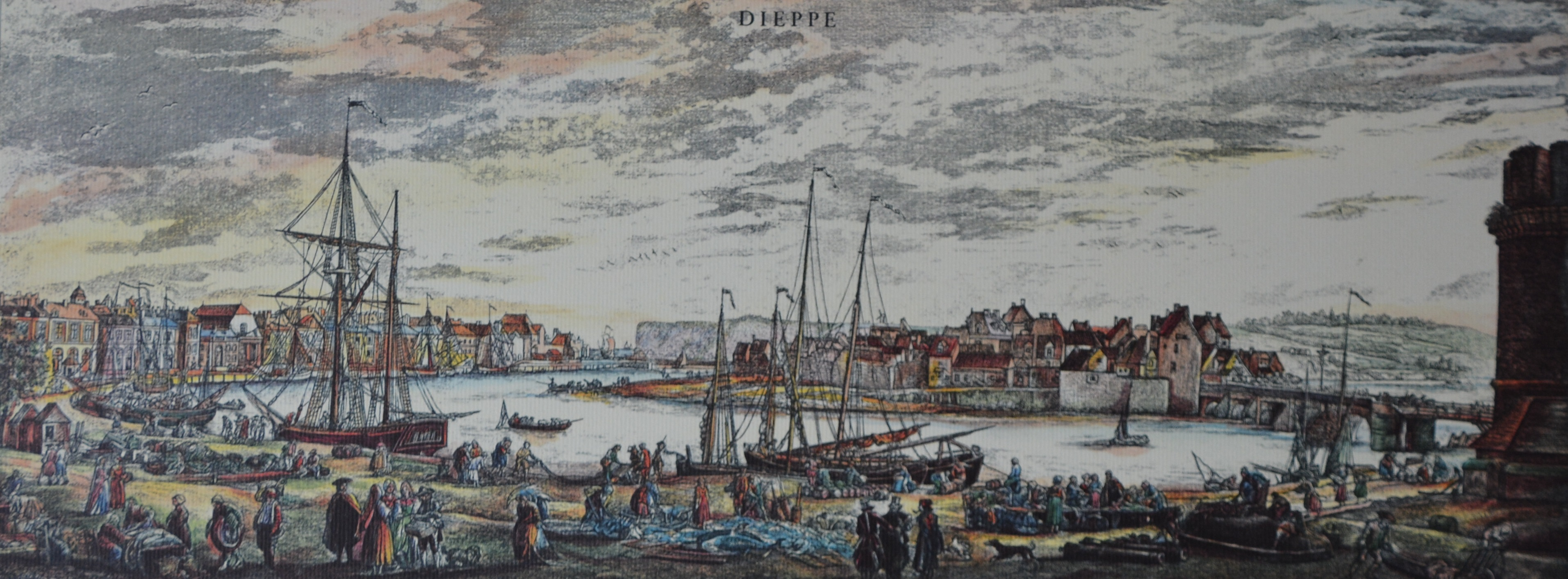
Dieppe 1778

Dieppe (uttal (fil)) är en stad och kommun vid Engelska kanalen i Seine-Maritime, Normandie, Frankrike. År 2022 hade Dieppe 28 599 invånare. Staden med sin goda hamn ligger i dalen som floden Arques skurit ut i den av branta vita kritklippor präglade Alabasterkusten vid Engelska kanalen. Hamnen, där många fiskare och fritidsbåtar håller till, är tillgänglig vid alla tidvattensituationer och har varit flitigt besökt som turistort sedan mitten på 1800-talet. Daglig färjeförbindelse med Newhaven i England finns.

## Historia
Tack vare sin skyddade hamn har Dieppe varit bebodd så länge människan har kunnat segla. Redan vikingarna kände till hamnen, vars namn kan härledas till "djup". Genom Gånge-Rolfs invasion på 900-talet blev trakten koloniserad av nordmän. Det ingår i det "Normandie" som franske kungen tilldelade Rolf och hans folk år 911.
Flera kända sjöfarare och kartografer hade Dieppe som sin hemmahamn på 1500-talet och härifrån utgick flera expeditioner vid koloniserandet av Amerika. Under 1600-talet var Dieppe Frankrikes främsta hamn och koloniseringen av Nya världen fortsatte. Vid återkallandet av ediktet i Nantes år 1685, flydde inte mindre är 3 000 hugenotter från staden, vilket drabbade stadens utveckling. Under Nioårskriget bombade en engelsk-holländsk flotta år 1694 Dieppe sönder och samman, men några år senare byggdes den upp igen i klassisk stil efter arkitekten Ventabrens anvisningar.
Under 1800-talet blev staden efter besök av noblesser och konstnärer en välbesökt kulturplats och badort, vilket den är fortfarande.
Särskilt känd blev Dieppe 1942, när tappra kanadensare och brittiska soldater gjorde ett försök att etablera ett brohuvud för de allierade - Räden i Dieppe. Operationen slutade med katastrof för de allierade som förlorade massor av människoliv och utrustning. Ett museum i staden minner om händelsen. Ett annat berömt museum är inrymt i det gamla slottet från 1400-talet – med miniatyrföremål i elfenben.

## Externa länkar

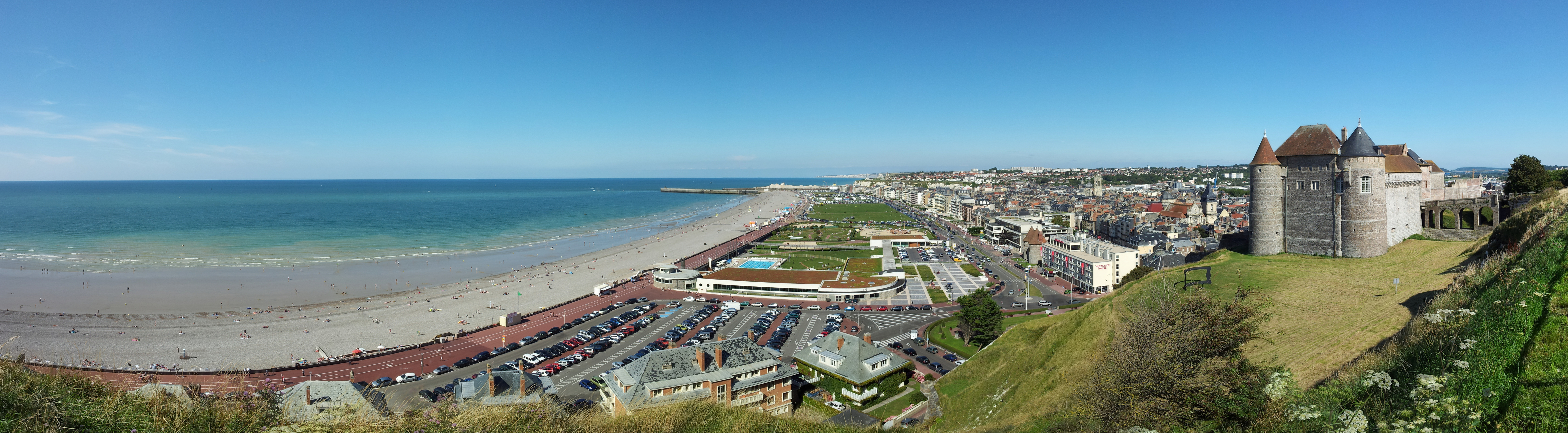
Dieppe

## Befolkningsutveckling
Antalet invånare i kommunen Dieppe
| Referens: INSEE |